# 28 Андромеды
28 Андромеды (лат. 28 Andromedae, HD 2628) — кратная звезда в созвездии Андромеды на расстоянии приблизительно 199 световых лет (около 61 парсека) от Солнца. Видимая звёздная величина звезды — +5,214m. Возраст звезды определён как около 1,159 млрд лет.

## Характеристики
Первый компонент (GN Андромеды (лат. GN Andromedae)) — белый гигант или субгигант, пульсирующая переменная звезда типа Дельты Щита (DSCTC) спектрального класса A9IV или A7III. Видимая звёздная величина звезды — от +5,28m до +5,23m. Масса — около 1,77 солнечной, радиус — около 3,19 солнечных, светимость — около 25,007 солнечных. Эффективная температура — около 7335 K.
Предположительно, пара второго и третьего компонентов (HD 2628B). Видимая звёздная величина — +13,1m. Масса — около 0,71 и 0,14 солнечной соответственно. Удалены на 2,4 угловых секунд.
Четвёртый компонент (UCAC2 42173676) — жёлтая звезда спектрального класса G-F. Видимая звёздная величина звезды — +11,4m. Радиус — около 1,27 солнечного, светимость — около 1,851 солнечной. Эффективная температура — около 5983 K. Удалён на 141,4 угловых секунд.